# Heinrich August de la Motte Fouqué

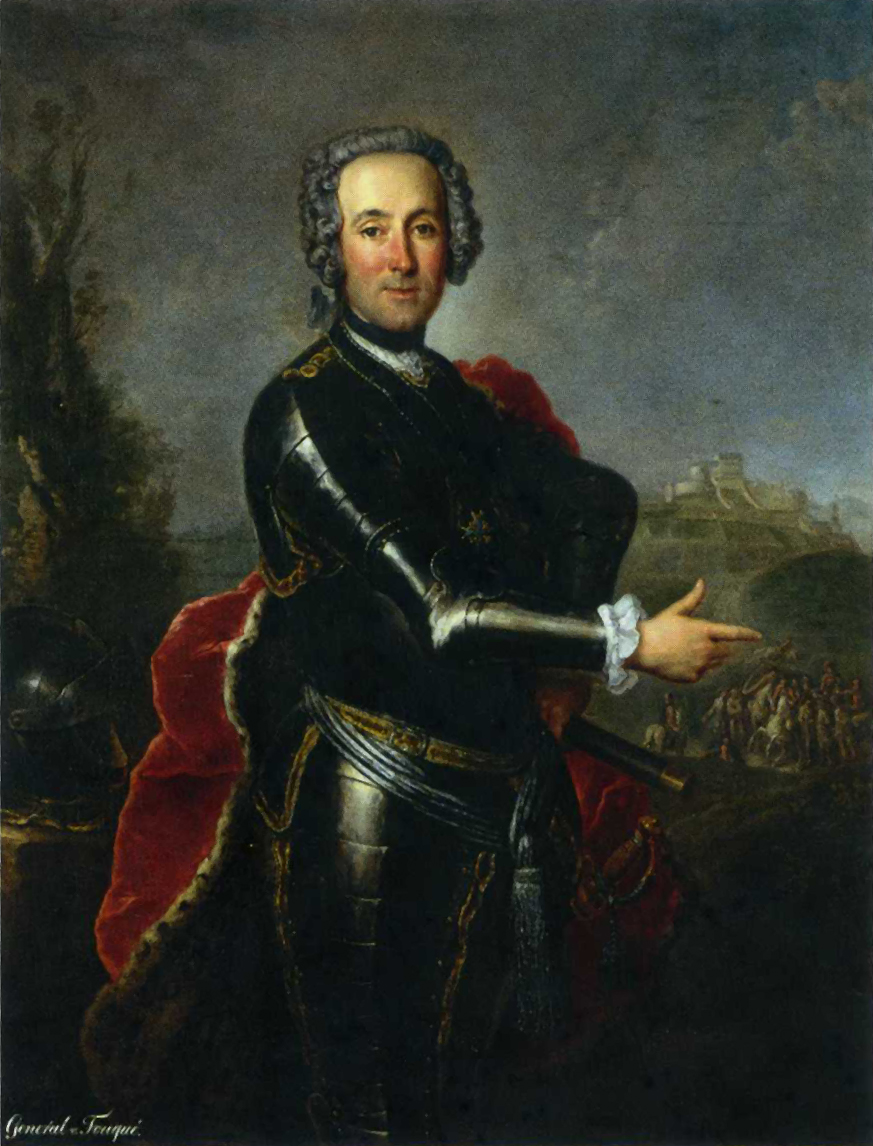
Heinrich August de la Motte Fouqué gemalt von Antoine Pesne um 1738

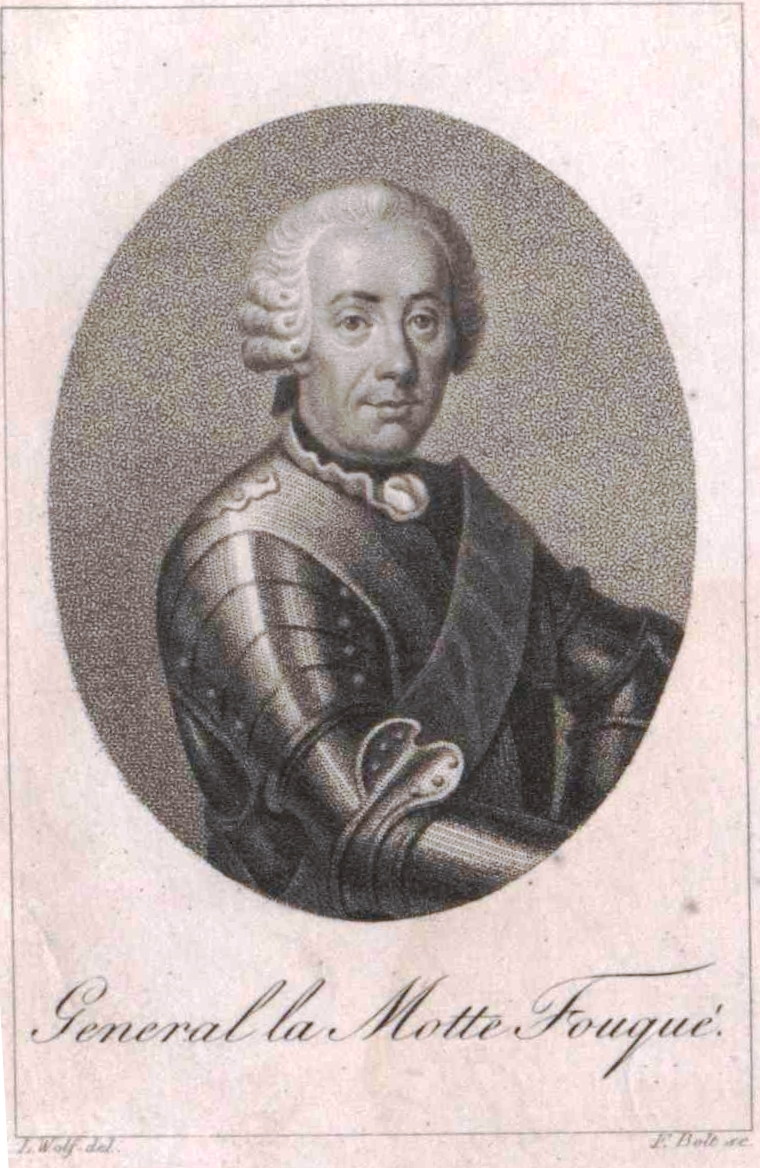
Heinrich August de la Motte Fouqué

Ernst Heinrich August de la Motte Fouqué (* 4. Februar 1698 in Den Haag; † 3. Mai 1774 in Brandenburg an der Havel) war ein preußischer General.
Heinrich August de la Motte Fouqué stammte aus einer alten normannischen Familie, er war der zweite Sohn eines nach der Aufhebung des Edikts von Nantes aus Frankreich ausgewanderten Edelmanns. Sein Vater war Karl de la Motte-Fouque (* 1625; † 20. Oktober 1701 in Den Haag). Dieser besaß große Ländereien und war Baron de la Motte, Saint-Seurin-d’Uzet, Tonnay-Boutonne und La Grève. In Haag heiratete er Susanne de Robillard (* 1670; † 28./29. September 1740 in Celle), Tochter von Josias de Robillard, einem Ritter aus der Champagne und Maria de Rochefaucault des Touches. Sein ältester Bruder Heinrich Karl (* 1696; † 21. Juni 1742 in Eisleben) ging in kursächsische Dienste und starb als Oberstleutnant. Der jüngere Bruder Heinrich Karl war Kommandant von Fort Preußen.

## Leben
1706 kam Fouqué als Page an den Hof des Fürsten Leopold von Anhalt-Dessau. Als Fähnrich des Halleschen „Regiments Anhalt-Dessau zu Fuß“ nahm er an dem preußischen Feldzug in Vorpommern teil. Am 8. März 1719 wurde er zum Premier-Leutnant befördert. 1723 wurde Fouqué Stabs-Capitain. Bereits am 3. November 1728 hatte er den Orden De la Générosité erhalten. Am 21. Februar 1729 Kompaniechef in Nachfolge von Jonathan Friedrich von Finck.
Friedrich der Große schenkte ihm bereits als Kronprinz sein Vertrauen und stand mit ihm auch während seiner Haft in der Festung Küstrin in Verbindung. Auch in Rheinsberg war Fouqué häufiger Gast. Ein Zerwürfnis mit seinem Chef, dem Fürsten Leopold von Anhalt-Dessau, bewog Fouqué, den preußischen Dienst zu verlassen und in dänische Dienste zu gehen. Als aber Friedrich II. 1740 den Thron Preußens bestiegen hatte, rief er Fouqué zurück und ernannte ihn am 26. Juli 1740 zum Oberst sowie zum Kommandeur des neu errichteten „Füsilier-Regiments Dohna-Schlodien“. Zudem wurde er noch Amtshauptmann von Granzow und Loeckenitz, ferner erhielt er bald, etwa im Herbst 1742, den Pour le Mérite.
1742 kommandierte Fouqué ein Grenadier-Bataillon und wurde zum Kommandanten von Glatz ernannt. Am 13. Mai 1743 erfolgte die Beförderung zum Generalmajor, ein Jahr später übernahm Fouqué als Chef das vakant gewordene „Regiment Bredow zu Fuß“. Friedrich der Große ernannte ihn am 22. Januar 1751 zum Generalleutnant. Im gleichen Jahr wurde Fouqué auch der Schwarze Adlerorden verliehen.
Im Siebenjährigen Krieg zeichnete sich Fouqué insbesondere bei Prag, bei Landeshut, nach der Schlacht bei Leuthen sowie bei Habelschwerdt aus. 1759 beauftragte ihn der König mit der Deckung Schlesiens und des wichtigen Passes Landeshut, was Fouqué trotz seiner zahlenmäßig unterlegenen Kräfte meisterte. 1760 zwang Laudon die Preußen durch Operationen, ihre starken Stellungen von Landeshut zu räumen. Später musste Fouqué sie jedoch entgegen seiner Überzeugung auf Befehl des Königs wieder besetzen.
Am 23. Juni wurde er in der Schlacht von Landeshut von einer dreifachen Übermacht der Österreicher angegriffen und nach starker Gegenwehr überwältigt. Fouqué geriet nach einer Verwundung zusammen mit Paul von Gonzenbach in Gefangenschaft.
Nach dem Krieg kehrte Heinrich August de la Motte Fouqué nicht mehr in den aktiven Dienst zurück. Friedrich der Große verlieh ihm eine Präbende als Dompropst in Brandenburg, dort lebte Fouqué bis zu seinem Tode am 3. Mai 1774. Heinrich August de la Motte Fouqué wurde in der Johanniskirche zu Brandenburg an der Havel begraben. Die Grabstelle und das Epitaph gingen indes infolge der teilweisen Zerstörung der Kirche im Zweiten Weltkrieg verloren.
Sein Leben wurde ausführlich von seinem Enkel, dem Schriftsteller Friedrich de la Motte Fouqué, beschrieben.

## Familie
im Jahre 1733 heiratete er in Halle Elisabeth Madeleine Mason (* 18. Mai 1696; † 3. April 1753). Eine Beziehung bestand zwar seit 1722, aber die Königliche Erlaubnis erhielt er erst 1733. Das Paar hatte 5 Söhne, von denen 3 früh verstarben, und 3 Töchter, von denen 2 früh starben. Es überlebten:
- Heinrich August Karl (1727–1798), preußischer Leutnant, Domherr zu Brandenburg und Halberstadt ⚭ Marie Luise von Schlegell (* 14. April 1740; † 28. November 1788), Eltern von Friedrich de la Motte Fouqué
- Henriette Augustine Wilhelmine (* 30. Juli 1729; † April 1790) ⚭  Oberst Christoph Wilhelm von Nimschewski (* 1718; † 10. Oktober 1764)
- Heinrich August Friedrich Louis (* 14. Februar 1731; † 1792), Kapitän im Füsilierregiment Nr. 33 ⚭ 1774 Henriette Luise Margarethe Sophie von Knobelsdorff aus dem Hause Oblath, Tochter von Wilhelm Gottlob von Knobelsdorff und Fredricke Gärtner von Grüneck, die Witwe heiratete danach Heinrich XXXIX. von Reuss-Köstritz (* 24. Januar 1750; † 17. Februar 1815); Sohn des Heinrich IX. Reuß zu Köstritz (1711–1780).